# Luis Donaldo Colosio Murrieta, Xochistlahuaca
Luis Donaldo Colosio Murrieta är en ort i Mexiko.   Den ligger i kommunen Xochistlahuaca och delstaten Guerrero, i den sydöstra delen av landet, 300 km söder om huvudstaden Mexico City. Luis Donaldo Colosio Murrieta ligger 338 meter över havet och antalet invånare är 386.
Terrängen runt Luis Donaldo Colosio Murrieta är kuperad. Runt Luis Donaldo Colosio Murrieta är det ganska tätbefolkat, med 56 invånare per kvadratkilometer. Närmaste större samhälle är Guadalupe Victoria, 3,2 km öster om Luis Donaldo Colosio Murrieta. I omgivningarna runt Luis Donaldo Colosio Murrieta växer i huvudsak lövfällande lövskog.